# Коромзаи, Денеш
Денеш Коромзаи (венг. Koromzay Dénes; 13 мая 1913, Арад (Румыния) — 31 июля 2001, Боулдер, Колорадо) — венгерско-американский альтист и музыкальный педагог.
Окончил будапештскую Музыкальную академию имени Листа как скрипач, однако в 1935 году при основании Нового Венгерского квартета вошёл в его состав как альтист и оставался в этом качестве на протяжении всех 37 лет существования ансамбля (с перерывом в 1952—1953 гг.). За это время вместе с квартетом переехал сперва в Нидерланды (1937), а затем в США (1950). Помимо выступлений в составе квартета Коромзаи спорадически выступал как солист с различными оркестрами, в том числе участвовал в записи саундтрека к фильму «Бен-Гур» (1959), музыку к которому написал другой американский венгр Миклош Рожа. С 1962 года он преподавал в Колорадском университете, в 1973—1979 годах сменил его на Оберлинский колледж, а в 1980 году вернулся и вновь преподавал в Боулдере до 1996 года, многое сделав для пропаганды в США венгерских исполнителей постсоциалистической эпохи (в частности, по инициативе Коромзаи в 1982 году в Боулдер впервые приехал, а с 1986 года здесь обосновался Квартет Такача).